# Патријарх румунски Мирон
Мирон Кристеа (рум. Miron Cristea; румунски изговор: [миˈрон ˈкристеа]; 20. јул 1868 — 6. март 1939) био је Румунски свештеник и политичар.
Епископ у Трансилванији под мађарском влашћу, Кристеа је 1919. године изабран за митрополита православне цркве новоуједињене Велике Румуније. Пошто је Црква подигнута на ранг Патријаршије, Мирон Кристеа је устоличен за првог Патријарха Румунске православне цркве 1925. године.
Године 1938, након што је Карол II забранио политичке партије и успоставио краљевску диктатуру, изабрао је Кристеу за председника владе Румуније, на којој је функцији био око годину дана, између 11. фебруара 1938. и његове смрти.

## Биографија

### Младост
Рођен у Топлици, у сељачкој породици Георгија и Домнице Кристее, студирао је у Саксонској евангелистичкој гимназији у Бистрици (1879–1883), у Грко-католичком лицеју у Несауду (1883–1887) у Православној богословији у Сибињу (1887–1890), након чега је постао учитељ и директор румунске православне школе у Ораштију (1890–1891).
Кристеа је затим студирао филозофију и модерну филологију на Универзитету у Будимпешти (1891–1895), где је 1895. добио докторат – дисертацијом о животу и делима Михаја Еминескуа (дата на мађарском).
Вративши се у Трансилванију, био је секретар (између 1895. и 1902), затим саветник (1902–1909) у Архиепископији Сибињ. Тада је замонашен у ђакона 1900. и архиђакона 1901. Кристеа се замонашио у манастиру Ходош Бодрог, округ Арад, 1902. године, узевши монашко име Мирон. Попео се на манастирску јерархију, поставши архимонах 1903. а протосинђел 1908.
Године 1908, након смрти епископа Николе Попеје, избор епископа Карансебеша довео је до спора између Румунске православне цркве и царских власти, када два пута заредом изабране епископе није признао Аустријски цар Франц Јозеф I, на препоруку мађарске владе. Кристеа је био трећи избор, изабран је 21. новембра 1910. и добио је признање од власти; постао је архиепископ 1919.
Током Првог светског рата, када се Румунија придружила рату на страни савезника, Кристеа је 1. септембра 1916. потписао јавно писмо парохијанима које је у Орадеи штампала Православна епископија Трансилваније. У писму се позива на наоружавање свих верника против „Румуније, новог непријатеља који грешно жуди да уништи границе, који долази да освоји Трансилванију“. 
Делегација Трансилваније (Василе Голдиш, Кристеа, Јулију Хосу, Александру Ваида-Воевода, Цаиус Бредичеану) која је донела у Букурешт акт о уједињењу Трансилваније са Румунијом.
Пред крај Првог светског рата, 18. октобра 1918. године, формиран је Централни национални румунски централни савет, организација која се борила за уједињење Трансилваније и Румуније. Дана 21. новембра, Кристеа се, као надбискуп Карансебеша, придружио организацији и признао је као једино владајуће тело румунске нације у Трансилванији. 1. децембра био је (са Василеом Голдишем, Иулиуом Хосуом и Александром Вајдом-Војводом) члан аустроугарске-ерумунске делегације која је позвала на уједињење Румуније и Трансилваније.
Краљ и влада Румуније су 28. маја 1919. отишли до гроба Михаја Храброг у Кампија Турзији, а бискуп Кристеа је предводио верску службу комеморације и одржао националистички говор у коме је повукао паралелу између краља Фердинанда и Михаја Храброг и препоручио краљу да се не зауставља на Турди, већ да настави све до реке Тисе.

### Митрополит и Патријарх
Због сарадње са немачким окупационим трупама, митрополит Конон Арамеску-Доници је био приморан да поднесе оставку 1. децембра 1919, а 31. децембра 1919. Велики изборни колегијум је Кристеa изабрао за првог митрополита Великe Румунијe са 435 гласова од 447. Румунска православна црква је подигнута у патријаршију 1925. 1. новембра 1925, након одржаног Синода, Кристеа је именован за патријарха Румунске православне цркве.
Као митрополит и касније патријарх, Кристеа је наставио традицију својих претходника да подржава било коју владу која је била на власти. Црква је деловала као државна агенција, на пример, 1920. године Кристеа је замолио свештенике да финансијски помогну државу охрабрујући вернике да купују државне обвезнице. Кристе дискурс је укључивао националистичке и етатистичке елементе, тврдећи да је православна религија саставни део румунске душе, и он је тврдио да вредности цркве укључују „патриотизам“ и „ послушност (цивилним) властима“ поред „вере и морала“.
Кристеа је увео реформе попут грегоријанског календара у цркву, укључујући, накратко, прославу Пасхе (Ускрса) на исти датум када и Римокатоличка црква. Томе су се успротивиле разне групе традиционалиста и старокалендараца, посебно у Молдавији, где је митрополит бесарабски Гурије Гросу одбио да прихвати наређења Патријаршије.
Године 1927. изабрао га је Јонел Братиану за једног од три регента румунског краља Михаила I, поред румунског принца Николаја и Ђорђа Буздугана.
Кристеин учешће у политици било је, међутим, контроверзно, критиковано од стране новинара листа Epoca, оптужујући га да покушава да игра улогу Распућина и да је члан палате камариле. То је довело до тога да је полиција запленила то питање и да су њихове канцеларије вандализирали хулигани, наводно подстакнути од стране владе.
Спор је настао са филозофом Нае Јонескуом након што је Јонеску напао Кристеа због лицемерја у новинским чланцима након раскошне вечере са Кристеом током поста на Божић на којој су им служили ћурку. У знак одмазде, Кристеа је тражио да иконограф Белизари наслика Јонескуово лице на ђаволу у Патријаршијској катедрали на муралу са темом Апокалипсе у Букурешту.
Године 1929, због тешке болести (коју су његови лекари идентификовали као Акутна мијелоцитна леукемија), Кристеа се повукао на неколико месеци у сеоску кућу у Драгославеле, округ Мусцел, али је упркос суморним предвиђањима о његовом здравственом стању убрзо могао да се врати у Букурешт.
Карол II се 6. јула 1930. вратио у Румунију да преузме власт. Дана 7. јула, Мирон Кристеа и Константин Сараћеану поднели су оставке на регентство, а следећег дана, парламент је поништио закон из 1926. који је престо дао Михају, а Керол је поново постао краљ.
Кристеа је током своје владавине задржао лојалност краљу Каролу II. У марту 1937, док је Краљ покушавао да сузбије утицај фашистичког покрета познатог као Гвоздена гарда, Кристеа је одговорио на захтев владе Татарескуа о ограничавању односа између свештенства и Гвоздене гарде. Кристеа се позвао на Свети синод који је забранио свештенству да се придружи Легији и забранио политичке демонстрације и симболе у црквама.

### Председника владе Румуније
У покушају политичког јединства против Гвоздене гарде, која је постајала све популарнија, Керол је 1938. разрешио владу премијера Октавијана Гоге и преузела ванредна овлашћења. Суспендовао је устав, суспендовао сваку политичку активност и владао декретом. Кристеа је именован за премијера 11. фебруара 1938. Он је предводио владу која је укључивала седам бивших премијера и чланове свих главних партија осим Кодреануове Гвоздене гарде и Гогиног Лансијерија, који су се насилно сукобили. Тиме га је описао као „марионетског премијера“ Керола II, док је историчар Џозеф Ротшилд сматрао да је то био Кристеин потпредседник владе, Арманд Калинеску, који је држао власт у Кристијиној влади.
У свом инаугурационом говору, Кристеа је осудио либерални плурализам, тврдећи да је "чудовиште са 29 изборних глава уништено" (односно на 29 политичких партија које је требало да буду забрањене) и тврдећи да ће краљ донети спас.
Нова влада је зауставила антисемитско насиље које је покренуто под Гогином владавином, али антисемитско законодавство није промењено, пошто се расистичка, фашистичка идеологија Нићифора Крајића удобно уклапала са друштвеним погледима и политичком теологијом Румунске православне цркве.
По Кероловом наређењу, Кристеина влада је прогласила опсадно стање, што је између осталог дозвољавало претресе без налога и војно присвајање оружја у приватном власништву. Такође је увео оштру цензуру штампе и обновио смртну казну. Међутим, Кристеа је обећавао просперитет кроз неке уставне и друштвене реформе, које су укључивале „организовану емиграцију вишка јеврејског становништва”, односно протеривање свих Јевреја који су дошли у Румунију током или након Првог светског рата. Међутим, то је ублажило антисемитска ограничења наметнута од стране владе Гоге.
Спољна политика Кристеине владе била је заснована на тражењу савеза са Уједињеним Краљевством и Француском, далеко од пријатељства са осовином Берлин-Рим коју је подржавала влада Гоге. Кристеа је такође посетио Пољску, са којом је Румунија имала савез и са којом је покушала да створи неутрални блок између Трећег рајха и СССР-а.
Међу политикама које је Кристеа увео за време његове владавине као премијера била је реконструкција протестантске мањине, забрањивањем верске службе малим конгрегацијама са мање од 100 глава породица, у основи забрана богослужења у око 1500 малих капела које припадају различитим неправославним хришћанима. деноминације. Упркос протестима баптиста широм света, забрану је укинуо тек након Кристеине смрти његов наследник, Арманд Калинеску из Националног ренесансног фронта.
Дана 20. фебруара, објављен је нови устав, који је Румунију организовао као „корпоративистичку државу“ сличну оној у фашистичкој Италији, са парламентом састављеним од представника еснафа фармера, радника и интелектуалаца. Четири дана касније, 24. фебруара, устав је усвојен са 99,87% гласова за, путем референдума, што је савремени чланак у The Manchester Guardian описао као „фарзу“ због недостатка тајности гласања и недостатка информација датих сеоским бирачима.
Након усвајања новог устава, Кристеина влада је поднела оставку 30. марта. Касније тог дана формирао је нову владу. Нова власт је забранила све политичке партије, а пре тога је њихова активност била само обустављена.
У марту 1938, Корнелиу Зелеа Кодреану, вођа Гвоздене гарде, напао је у писму политичаре који су подржавали Кaрола II, укључујући премијера Кристеу и чланове његове владе. Кодреану је ухапшен због клевете против Николаја Јорге и убијен „при покушају бекства“.
До краја 1938. Карол II је увео још више елемената инспирисаних фашизмом. У децембру 1938. формиран је Национални ренесансни фронт као једина законски дозвољена странка. 1. јануара 1939; Кристеина влада посетила је Краљевску палату у униформама. Када су срели Керола, Кристеа и министри су га поздравили фашистичким поздравом.

### Погоршање здравља и смрт
Његово здравље се погоршало у јануару 1939, када је доживео два срчана удара, што је навело његове лекаре да му препоруче да остане на топлијем месту неколико месеци, како би избегао оштрију румунску зиму. Као одговор, 1. фебруара 1939. Калинеску је преузео већину Кристејиних овлашћења, док је Кристеа номинално остао премијер на краљево инсистирање.
Кристеа је 24. фебруара 1939. стигао у Кан у Француској, али је добио упалу плућа док је чекао своју нећаку на железничкој станици у Ници. Остао је у Кану на лечењу, али је преминуо две недеље касније, 6. марта, од бронхопнеумоније компликоване срчаном болешћу.
Његово тело је послато возом у Букурешт, где погребни воз стаје на свим станицама у Румунији како би верницима омогућио да одају последњу почаст и моле се пред телом. Дана 7. марта уведена је државна жалост и све свечаности су отказане. Недељу дана касније, 14. марта, опело је одржано у Букурешту, Кристеа је сахрањен у Патријаршијској катедрали.

## Политичке позиције и политике
Кристине политичке позиције биле су националистичке, видећи за Румунију спољне претње и са истока, у виду комунизма и Совјетског Савеза и са капиталистичког и модернистичког запада.

### Према другим хришћанским деноминацијама
Пошто је постао поглавар православне цркве у Великој Румунији, мултиетничкој и мултирелигијској држави, Кристеа се плашио да ће етничке мањине, као и Румуни који припадају неправославним вероисповестима као што су гркокатолицизам и Јевреји, довести у питање привилеговани статус који је православна црква имала у Румунији пре Првог светског рата.
Ипак, Кристеа је покушао екуменски близак план са Англиканском црквом, посетивши Космо Гордона Ланга, надбискупа Кентерберија, 1936.
Кристеа се оштро успротивио идеји о Конкордату са Ватиканом, а Румунска православна црква је издала саопштење против тога рекавши да "споразум подређује интересе земље и суверенитет државе страној сили". Румунски Сенат га је ипак ратификовао 26. маја 1929. и Кристеа је, као члан регенства, био принуђен да га потпише. Ово је поново довело до дискусија о некомпатибилности између његова два положаја и било је дискусија о томе да ли би Кристеа поднео оставку, а не потписао Конкордат.
Након што је Кристеа увео реформе као што је прелазак на грегоријански календар, старокалендарска румунска православна црква, предвођена Гличеријем Танасеом, отцепила је многе парохије од православне цркве и до 1936. године изградиле су више од 40 цркава. Међутим, након 1935. године, румунска влада је почела да потискује свако противљење православној цркви и цркве су сравњене са земљом, а неки од активиста затворени, док је известан број свештенства, укључујући јеромонаха Памбоа и пет монаха из старокалендарског манастира Цуцова, био претучен до смрти. Протести против поступака власти наишли су на репресију полиције, а вођа старокалендараца Танасе је оптужен да је подстрекач и осуђен на смрт.
Године 1937. Вилијам Темпл, архиепископ Јорка, послао је писмо Кристеји у којем је довео у питање верску слободу у Румунији, посебно се осврћући на третман баптиста. Кристеа је негирао такве тврдње и одговорио у дугачком документу у којем је рекао да је Темпл доведен у заблуду "перверзном пропагандом" и "лажном мистификацијом" Мађара, као и "свирепим и варварским прозелитизмом Папе". Он је даље додао, мислећи на неопротестанте, да Румунија не би требало да дозволи да је „поткопају странци обучени у невину псеудорелигијску одећу“.

### Према Јеврејима
Рано током свог мандата као патријарх, Кристеа је подржавао толеранцију према јеврејском народу. На пример, он је 1928. године упутио апел румунским студентима да поштују Златно правило и изразио жаљење због напада и профанације синагога.
Током 1930-их, када је фашистичка Гвоздена гарда расла популарност, у почетку је Кристеин став према њима био прихватљив, посебно зато што је њихов програм укључивао лојалност православљу. Покрет је привукао многе православне свештенике и било је уобичајено да су њихове заставе благосиљане у црквама.
Године 1937. Кристеа је схватио да Гвоздена гарда смањује лојалност и православних хришћана и нижег свештенства црквеној хијерархији и почео је да се супротставља Гарди, док је усвајао њихову антисемитску и ксенофобичну реторику: подржао је одузимање румунског држављанства Јеврејима и њихову депортацији, а Јевреји су по његовом мишљењу главна препрека у „осигурању претежних права етничких Румунима“.

Он је 18. августа 1937. издао изјаву у којој је позвао румунску нацију „да се бори против јеврејских паразита“ који су ширили „епидемију корупције“ широм Румуније и да Румуни имају „националну и патриотску дужност“ да се заштите од Јевреји: 
„Дужност хришћанина је да прво воли себе и да гледа да су његове потребе задовољене. Тек тада може помоћи свом ближњем… Зашто се не бисмо решили ових паразита [Јевреја] који сисају румунску хришћанску крв? логично је и свето реаговати против њих“. 
Године 1938, током састанка са Вилхелмом Фабрицијусом, немачким амбасадором, Кристеа је похвалио антисемитску политику коју је водила Нацистичка Немачка и подржавала такву политику у Румунији, а британски амбасадор је у свом извештају Лондону написао да Кристеа ништа не би навело да прича о било чему осим о јеврејском проблему."

## Наслеђе
Његова родна кућа у Топлици је тренутно музеј посвећен његовом животу. Сваке године, на Кристеин рођендан, Румунска православна патријаршија организује „Дане Мирона Кристее“, посвећене првом патријарху Цркве и који обухватају различите културне активности.
У јулу 2010. године, Народна банка Румуније ковала је пригодни новчић са Кристејиним ликом као део колекционарске серије од пет новчића који приказују Патријарсе целе Румуније. Као одговор, Раду Иоанид, директор међународне архиве у Меморијалном музеју Холокауста Сједињених Америчких Држава, позвао је да се новчић повуче. Народна банка Румуније је 20. августа објавила да неће повући новчић.
Патријарх Мирон је одликован од стране Србије Орденом Карађорђеве звезде.